# Bobby Charlton
Sir Robert "Bobby" Charlton, CBE (Ashington, Northumberland, 11. listopada 1937. – Macclesfield, 21. listopada 2023.) bio je engleski nogometaš i trener, osvajač Svjetskog prvenstva 1966. i Europski nogometaš godine. Većinu klupske karijere proveo je u Manchester Unitedu. Tu je bio poznat po napadačkom instiktu i snažnim dalekometnim udarcima. 
Prvu utakmicu u prvom sastavu Uniteda imao je 1956. i kroz iduće dvije sezone osigurao je svoje mjesto u prvom sastavu, a u tom vremenu preživio je i Münchensku zrakoplovnu nesreću 1958. Nakon što je Unitedu pomogao osvojiti prvenstvo 1965., s reprezentacijom je 1966. osvojio Svjetsko prvenstvo i još jedno prvenstvo s Unitedom naredne godine. Charlton je 1968. kao kapetan Uniteda postigao dva gola u finalu Kupa prvaka koji je Manchester United osvojio. Manchester je napustio 1973. i postao je trener-igrač za Preston North End, no kada je uvidio da posao trenera nije za njega otišao je nakon godinu dana. Broj golova koji je on postigao za United i Englesku i do danas ostaje neoboren. Također je bio rekorder po broju nastupa za Manchester United, do 21. svibnja 2008. godine, kada ga je pretekao Ryan Giggs. 
Nakon pozicije direktora Wigan Athletica koju je imao duže vrijeme, otišao je 1984. u Manchester United, gdje je postao član vijeća direktora, na kojoj se poziciji održao do danas.

## Vanjske poveznice
- FIFA Svjetsko prvenstvo: Bobby Charlton  Arhivirana inačica izvorne stranice od 21. ožujka 2007. (Wayback Machine)
- International Football dvorana slavnih: Bobby Charlton
- Planet World Cup: Bobby Charlton